# Dan O'Bannon
Pour les articles homonymes, voir O'Bannon.
Dan O'Bannon, est un scénariste et réalisateur américain, né le 30 septembre 1946 à Saint-Louis, dans le Missouri et décédé le 17 décembre 2009 à Los Angeles. Son œuvre est essentiellement liée à la science-fiction et aux films d'horreur. Il a commencé à être connu du grand public en 1979 après le succès phénoménal du film Alien, le huitième passager de Ridley Scott, dont il a écrit le scénario.

## Biographie et carrière
Il est le fils de Bertha (née Lowenthal) et de Thomas Sidney O'Bannon, un charpentier. Durant son enfance, il était passionné de science-fiction et d'horreur. Il a fréquenté l'école d'art de l'université de Washington à Saint-Louis, où il a fait des numéros de stand-up, a maquillé pour des productions théâtrales sur le campus et a fourni des illustrations pour "Student Life", le journal étudiant. Pendant son séjour, il a partagé une chambre avec le futur producteur de cinéma Michael Shamberg. O'Bannon est revenu brièvement chez lui après l'université de Washington et a fréquenté le Florissant Valley Junior College où il a écrit et réalisé une courte satire de science-fiction intitulée "The Attack of the 50-foot Chicken". Dan O'Bannon a également fréquenté le MacMurray College à Jacksonville, dans l'Illinois. Au cours de cette période, il a obtenu un diplôme en psychologie, mais il avait plus envie de devenir réalisateur de films.
Il obtint une licence en cinéma de l'University of Southern California, USC, en 1970. Pendant ses études à l'USC, il vécut près du campus de Los Angeles dans une vieille maison à deux étages affectueusement appelée le « Menlo Manor » qu'il partageait avec d'autres étudiants de l'USC (comme Don Jakoby avec qui il a collaboré sur plusieurs scénarios). En tant qu'étudiant, O'Bannon passa de nombreuses nuits tardives dans le vieil Hollywood à monter ses films et ceux d'autres étudiants.
La carrière de Dan O'Bannon débute réellement lorsqu'il rencontre John Carpenter à l'USC. Il collabore avec lui sur un film étudiant qu'ils développent ensuite dans le long métrage de John Carpenter, Dark Star. Comédie de science-fiction au budget dérisoire pour laquelle O'Bannon est tour à tour coscénariste (avec Carpenter), décorateur, acteur, monteur et dont il planifie les effets spéciaux !
Son travail sur Dark Star lui vaut d'être contacté par le célèbre Alejandro Jodorowsky  en 1974 pour participer à une ambitieuse adaptation cinématographique du roman culte Dune de Frank Herbert que devait produire Michel Seydoux.  Ainsi Dan O'Bannon devait faire partie de l'équipe du film avec le Britannique Chris Foss, le Suisse Hans Ruedi Giger ou encore le Français Jean Giraud, (Mœbius). Ce projet extraordinaire s'arrêtera faute de financement.  
En 1975, O'Bannon a l'occasion de donner vie à ses concepts novateurs en écrivant le scénario de la bande dessinée d'anticipation The Long Tomorrow mise en images par Mœbius, qui a inspiré notamment la conception visuelle de Blade Runner de Ridley Scott ou encore du Cinquième élément de Luc Besson.
O'Bannon travaille ensuite sur les effets visuels de Star Wars, épisode IV : Un nouvel espoir, de George Lucas. Selon The Guardian, « George Lucas a été suffisamment impressionné par ses graphismes animés à la main, imitant les écrans d'ordinateur, pour l'engager pour faire un travail similaire sur La Guerre des étoiles ».
Il abandonne finalement le travail technique du cinéma pour l'écriture de scénarios. Alors qu'il vit avec son ami Ronald Shusett, ils élaborent l'histoire du film 'Alien, le huitième passager (1979), qui va lancer sa carrière. Il coécrit le scénario et supervise les visuels du film. C'est d'ailleurs pendant la préparation de Dune que Dan O'Bannon rencontre le génial illustrateur et sculpteur H. R. Giger qui concevra la créature du film Alien.  
Fort de ce succès, O'Bannon scénarise alors le film fantastique Réincarnations, (Dead & Buried) de Gary Sherman, sorti en 1981.
La même année, O'Bannon participe à la création du long métrage d'anthologie de science-fiction animé pour adultes Métal hurlant de Gerald Potterton et produit par Ivan Reitman (dont le titre original aux USA est Heavy Metal, titre en anglais de la revue française Métal Hurlant de Jean-Pierre Dionnet, d'ou le film est issu). Dan O'Bannon écrira deux des trois segments, "Soft Landing" et "B-17".
En 1983, il participe au scénario du film d'action Blue Thunder de John Badham (Tonnerre de feu) avec Roy Scheider et Malcolm McDowell pour acteurs principaux. Blue Thunder est célèbre pour ses scènes d'hélicoptères.
En 1984, Dan O'Bannon est consultant pour le film de science-fiction C.H.U.D. de Douglas Cheek, aidant à créer le design des abominables créatures.
Avec Don Jakoby, il écrit le scénario de Lifeforce (1985), film adapté du roman de Colin Wilson "The Space Vampires" et réalisé par Tobe Hooper. 
En 1985 toujours, O'Bannon fait alors ses débuts à la réalisation avec Le Retour des morts-vivants, fusionnant horreur et humour noir, qui connait un grand succès. Cette année-là, il reçoit le Inkpot Award, distinction décernée chaque année depuis 1974 par le Comic-Con International.
Dan O'Bannon a de nouveau collaboré avec Jakoby pour le remake du film L'invasion vient de Mars (Invaders from Mars) de 1986, également réalisé par Tobe Hooper.
En 1990, il cosigne avec Ronald Shusett le scénario de l'adaptation de la nouvelle de Philip K. Dick, We Can Remember It for You Wholesale. C'était un projet sur lequel les deux travaillaient depuis leur collaboration sur Alien. Sortie sous le titre Total Recall de Paul Verhoeven, avec un casting incluant Sharon Stone et Arnold Schwarzenegger. Le film connaît un formidable succès au box-office.
Le deuxième long métrage de Dan O'Bannon, The Resurrected (1991), avec l'acteur Chris Sarandon, est un film d'horreur à budget moyen sorti malheureusement en direct-to-video seulement. Adaptation du roman L'Affaire Charles Dexter Ward de Howard Phillips Lovecraft, il se concentre sur les anciens rituels d'une famille qui réveillent les morts. 
En 1995, O'Bannon est crédité pour la co-écriture du film de science-fiction Screamers du canadien Christian Duguay avec Peter Weller et Jennifer Rubin adapté de l'histoire de Philip K. Dick "Second Variety", après avoir écrit la version initiale du scénario avec Michael Campus au début des années 1980.
En 1997, un scénario antérieur, intitulé Hemoglobine a également été adapté pour le long métrage canadien Bleeders de Peter Svatek et basé sur l'histoire de H. P. Lovecraft "The Fear That Lies Within".
En 2001, O'Bannon était cinéaste en résidence au Dodge College of Film and Media Arts de l'Université Chapman.
Dan O'Bannon et Ronald Shusett ont été crédités au générique du film Alien vs. Predator de 2004 à la suite de leur travail sur le matériau de base à partir duquel Paul W. S. Anderson a écrit son scénario.
Dan O'Bannon meurt en 2009 des suites de la maladie de Crohn.
En 2013, le Guide de Structure de Scénario de Dan O'Bannon, co-écrit avec Matt R. Lohr fut publié par Dark Horse Comics.  Alien: The Original Screenplay est une série de bandes dessinées en cinq numéros parue d'août à décembre 2020, basée sur le scénario original d'O'Bannon de 1976 pour le film Alien, le 8ème passager.

## Filmographie

### Scénariste
- 1974 : Dark Star, de John Carpenter
- 1979 : Alien, le huitième passager (Alien), de Ridley Scott
- 1981 : Réincarnations (Dead & Buried), de Gary Sherman
- 1981 : Métal hurlant (Heavy Metal), de Gerald Potterton (en) et Jimmy T. Murakami (segments Soft Landing et B-17)
- 1983 : Tonnerre de feu (Blue Thunder), de John Badham
- 1985 : Le Retour des morts-vivants (The Return of the Living Dead)
- 1985 : Lifeforce, de Tobe Hooper
- 1986 : L'invasion vient de Mars (Invaders from Mars), de Tobe Hooper
- 1990 : Total Recall, de Paul Verhoeven
- 1995 : Planète hurlante (Screamers), de Christian Duguay
- 1997 : Hémoglobine (Bleeders), de Peter Svatek

### Animations et effets visuels
- 1974 : Dark Star, de John Carpenter
- 1977 : Star Wars, épisode IV : Un nouvel espoir, de George Lucas

### Réalisateur
- 1985 : Le Retour des morts-vivants
- 1991 : The Resurrected, d'après L'Affaire Charles Dexter Ward de Howard Phillips Lovecraft

### Acteur
- 1974 : Dark Star, de John Carpenter

### Comme monteur
- 1974 : Dark Star, de John Carpenter

## Auteur
- 2013 : Dan O'bannon's Guide to Screenplay Structure avec Matt R. Lohr aux éditions Michael Wiese Productions.

## Auteur de bande dessinée
- 1976 : L'Homme est-il bon ? (dessins de Mœbius)
- 1976 : The Long Tomorrow (dessins de Mœbius)